# Colin Mochrie
Colin Mochrie, né le 30 novembre 1957 à Kilmarnock (Écosse), est un acteur et humoriste improvisateur canadien d'origine écossaise.
Il est particulièrement connu pour sa participation aux versions britannique et américaine de l'émission télévisée d'improvisation Whose Line Is It Anyway?.

## Biographie
Né en Écosse en 1957, sa famille déménage dans la banlieue de Montréal en 1964 et cinq ans plus tard près de Vancouver.
En 1986, il auditionne pour une troupe théâtrale de Toronto où Ryan Stiles travaille. En 1989, il auditionne deux fois à Londres pour l'émission d'improvisation Whose Line Is It Anyway? et est retenu pour un seul épisode. À sa troisième audition, il y obtient une place régulière pendant sept ans. Il apparait ensuite de 1998 à 2006 dans les 220 épisodes de la version US du show, puis depuis 2013 dans sa reprise.
Il épouse Debra McGrath en janvier 1989 et ont une fille Kinley Mochrie l'année suivante.
En 2017, avec sa permission, Mochrie a révélé sur Twitter que Kinley était transgenre.

## Filmographie

### Longs métrages
- 2007 : Comment survivre à sa mère (Surviving My Mother) d'Émile Gaudreault : Rick
- 2019 : Astronaut de Shelagh McLeod : Journaliste
- 2022 : Les Douze gourmandises de Noël de Yannick Bisson : Mr Weaver (Téléfilm)

### Télévision
- 1991-1998 : Whose Line Is It Anyway? (Royaume-Uni)
- 1998-2006 ; 2013- en cours : Whose Line Is It Anyway? (États-Unis)
- 2001-2003 : This Hour Has 22 Minutes
- 2002-2003 : Royal Canadian Air Farce
- 2013 : Le Bonheur au pied du sapin (Fir Crazy) : Gary